# 신자르 동맹
신자르 동맹은 3개의 야지디 무장 단체의 통솔 기구이다. 휘하 부대로 야지드 보호부대, 신자르 저항부대, 야지드 여성부대를 두고 있다. 신자르 저항부대와 야지디 여성부대는 쿠르디스탄 노동자당과 연계되어 있다. 동맹은 2015년 11월 설립되어 민주 연방제 및 쿠르드 자치구 내에 야지디 자치 지역을 설립하는 것을 목표로 삼았다. 쿠르드 자치구의 대통령인 마수드 바르자니가 쿠르디스탄 노동자당의 축출을 요구한 적이 있었기 때문에 신자르 동맹과 쿠르드 자치구는 긴장 관계가 조성되기도 했지만, 2015년 11월 ISIL의 신자르 공세 때에는 연합하여 ISIL을 격퇴하기도 했다.